# Chatan
Chatan (北谷町 Chatan-chō) és una vila japonesa situada a l'illa d'Okinawa. Administrativament es troba al districte de Nakagami de la prefectura d'Okinawa.
El 2003, a la ciutat es va estimar que hi havia una població de 26.377 amb una densitat de 1,936.64 per km². La ciutat està dividida en sis barris: Kitamae (北前), Mihama (美浜), Sunabe (砂辺), Kamiseido (上製頭), Ihei (伊平) i Kuwae (桑江).